# Tula (Tulai terület)
Tula (oroszul: Тула) város Oroszország európai részének központjában; a Tulai terület székhelye, gazdasági és kulturális központja.
Lakossága: 501 169 fő (a 2010. évi népszámláláskor).

## Fekvés, éghajlat
A Közép-orosz-hátság északi részén, az Upa (az Oka jobb oldali mellékfolyója) két partján fekszik, Moszkvától alig 200 km-re délre. A fő folyóba a város területén három kisebb folyó torkollik: a Tulica, a Voronka és a Bezsa. Az Upa bal oldali, déli partján, a Tulica torkolatával szemközt van a kreml. A központi városrész is a bal parton, a folyó teraszain és azokat szegélyező dombokon fekszik. A jobb parton három ipari negyed alakult ki, közülük az északnyugati a régi időktől kezdve fegyvergyártók negyede volt.
Az éghajlat mérsékelten kontinentális. A januári középhőmérséklet -6,8 °C (a januári abszolút minimum -34,3 °C – 2006-ban), a júliusi 19,4 °C (az abszolút maximum 39,2 °C – 2010. augusztus). A csapadék évi mennyisége 614 mm, a legcsapadékosabb hónap a június és a július.

## Történeti áttekintés
A 16. században összeállított ún. Nyikon-féle évkönyv szerint a település 1146-ban már létezett. Egy 1382-ben készült szerződésből tudjuk, hogy a 14. század első felében a települést az Arany Horda Dzsanibég nevű kánjának felesége, Tajdulla birtokolta. Később Tula a rjazanyi fejedelemé lett és 1503-ban került a moszkvai államhoz. Ez után kőből építették fel erődjét, a kremlt (1507–1520), mely az állam déli határán kialakított védővonal egyik megerősített pontja volt. 1552-ben sikeresen kiállta I. Devlet Giráj krími kán seregének ostromát.
Tulai kézművesek helyben bányászott vasércből a 16. század végétől készítettek fegyvereket a kincstár számára. Az első vasgyártó manufaktúrát Tula mellett, a Tulica folyó partján egy holland kereskedő létesítette 1632-ben. Később több hasonló épült, ahol szintén készítettek fegyvereket. I. Péter orosz cár rendeletére 1712-ben megalapították Tulában az első állami fegyvergyártó üzemet. A 18. században a város már híres vasgyártó központ volt, ahol fegyvereken kívül sokféle vasárut, használati eszközt, mérőműszereket is készítettek. 1778-ban kezdődött a később híressé vált tulai szamovárok gyártása, az 1830-as években készítették el az első itteni tangóharmonikákat.
1796-ban a város a Tulai kormányzóság székhelye lett. Fejlődését elősegítette a Tulán át vezetett első, Moszkva–Kurszk vasútvonal megépülése (1868). A 19. század végén 117 kisebb-nagyobb üzem, gyár működött; továbbra is vezető helyet foglalt el a vadász- és katonai fegyverek és lőszerek gyártása. Erőteljesen fellendült a fegyvergyártás és új ipari vállalatok is létesültek az 1904–1905-ös orosz–japán háború, illetve az első világháború éveiben, ezalatt a város lélekszáma is gyorsan növekedett.
Miután a kormányzóságokat megszüntették, 1929-től 1937-ig Tula a Moszkvai területhez tartozott, 1937-ben az akkor megalakított Tulai terület központja lett. A második világháború idején, 1941. októbertől decemberig a város déli határán volt a frontvonal, de a védőknek sikerült visszaverniük a német támadásokat. A front eltávolodása után megkezdődött a korábban evakuált termelővállalatok és kulturális intézmények visszaköltöztetése.

## Gazdaság, közlekedés
Tula a Központi Gazdasági Körzet egyik nagy nehézipari központja. Hagyományosan legfontosabb ágazatai a kohászat és a gépipar

### Kohászat
A városban két nagy vaskohászati vállalat működik.
- A Koszogorszki Kohászati Üzem elődjét a helyi vasérc felhasználásra alapították 1897-ben. Bár a helyi vasérctartalékok azóta lényegében kimerültek, napjainkban is nyersvasat és vasötvözetet gyártanak.
- A Tulacsermet, régi nevén Novotulai Vaskohászati Üzem építését 1931-ben kezdték meg, és 1935-ben kezdte meg a termelést.

### Hadiipar
Itt működik a fegyveres erők egyik kiemelten fontos vállalata, a Műszeripari Tervezőiroda (KBP). A vállalat nagypontosságú lőfegyverek, irányítható tüzérségi- és légvédelmi rakétarendszerek, könnyű páncélozott járművek és harckocsik fegyverzetének kifejlesztésével, korszerűsítésével foglalkozik. Saját gyártóbázissal is rendelkezik.
A hadiipar jelentős helyi vállalatai közé tartozik a Tulai Gépgyár (Tulamaszavod), a Tulai Tölténygyár, a Tulatocsmas (többek között kiképzéshez használt eszközöket gyárt) és a nagy múltú Tulai Fegyvergyár is, ahol főként vadász-, sport- és hadi kézi lőfegyvereket készítenek.
2005-ben kezdték meg a korábbi kombájngyár területén kialakított új vállalatnál (Scseglovszkij Val) a BMD típusú deszantharcjármű-család negyedik generációjának, a BMD–4-nek az összeszerelést, melynek fegyverzetét szintén a helyi konstruktőri irodánál fejlesztették ki.

### Egyéb gép- és műszeripar
További nagyvállalatok között említhetők például:
- Az egyik legnagyobb régi gépipari vállalat a Tulazseldormas. 2009-ben kezdték meg komplett munkavonatok: vasúti pályák tisztítására, javítására szolgáló önjáró munkagépek, hómarók, valamint portáldaruk előállítását.
- Egy másik nagy múltú gépgyárban (Gazsztrojgyetal, régi nevén: Tulamasgaz) a szénhidrogén-ipar csővezetékeihez gyártanak különféle elemeket, gázelosztó állomásokat és azok berendezéseit.
- Az Oktava nevű vállalatnál akusztikai berendezéseket, stúdiómikrofonokat és az összeköttetést biztosító hasonló katonai célú eszközöket készítenek.
- A (Tula)avtomatika főként elektrotechikai készülékek gyártásával, komplett elosztó- és transzformátor-alállomások építésével foglalkozik.

### Közlekedés
A városon keresztül, illetve elkerülő útján halad az országos jelentőségű M2-es autópálya, amely Moszkvából Kurszkon és Belgorodon át az ukrajnai határig és onnan tovább a Fekete-tengerig vezet; valamint a Kaluga–Rjazany közötti főút.
Tula fontos vasúti csomópont, pályaudvaráról rendszeresen indulnak vonatok többek között Moszkva, Orjol, Szmolenszk, Kaluga felé. Itt vezet át a vasúti fővonal, mely Moszkvát Voronyezzsel és a déli vidékekkel köti össze.
A város északi peremén található repülőtér kizárólag katonai célokat szolgál. Tula mellett állomásozik a 106. Légideszant Gárda Hadosztály.

## Kultúra, felsőoktatás
A legnagyobb felsőoktatási intézmények: 
- A legnagyobb felsőoktatási intézmény a Tulai Állami Egyetem; 1992 előtt főiskola, 1992–1995 között műszaki egyetem, 1995 óta klasszikus egyetem. A 2010-es évek elején 7 karán 73 tanszék működik és összesen (nappali és levelező tagozaton) körülbelül húszezer hallgatója van.
- A Lev Tolsztoj nevét viselő Tulai Állami Pedagógiai Egyetem; 1995 előtt főiskola, 1938 óta áll fenn.
- Tulai Tüzérségi Műszaki Főiskola
- Tulai Közgazdasági és Informatikai Főiskola; 2000-ben alapították, nem állami intézmény.

Ezeken kívül más egyetemek, intézmények kihelyezett tagozatai, illetve tudományos- és kutatóintézetek is működnek a városban.
Tulának több színháza és több múzeuma van. A helyi fegyvergyártás történetét és eredményeit a város híres, nagy múltú fegyvermúzeuma mutatja be. Kiállításai 1989-től 2012-ig a tulai kreml egyik templomépületében voltak megtekinthetők, időközben elkészült az intézmény számára tervezett új múzeumépület. 1990 óta a helyi ipar másik nevezetességének, a szamovároknak is külön múzeuma van.
A Tulai Szépművészeti Múzeumhoz – törzsanyagán, a képzőművészeti gyűjteményeken kívül – több fiók-intézmény tartozik. 2006-ban a város fő látnivalóját, a kremlt is a múzeumi egyesülés szervezetéhez csatolták.
A városon kívül, de attól csupán 14 km-re fekszik Jasznaja Poljana, Lev Tolsztoj egykori udvarháza, a mai emlékmúzeum.

## Önkormányzat
A város polgármestere (mer) 2012. december 19. óta Alekszandr Jevgenyjevics Prokopuk. Korábbi polgármesterek: 
- Jevgenyij Vasziljevics Avilov: 2011. március 10. – 2012. december 19.
- Alisza Jevgenyjevna Tolkacseva: 2010. március 31. – 2011. március 2.
- Vlagyimir Szergejevics Mogilnyikov: 2005. november 12. – 2010. március 3.